# Gervonta Davis
Gervonta Bryant Davis (Baltimore, Maryland, 7 de noviembre de 1994) es un boxeador profesional estadounidense. Desde diciembre de 2019 es el campeón de peso ligero de la Asociación Mundial de Boxeo. Anteriormente ocupó los títulos de peso superpluma de la FIB y la AMB en 2017 y 2020, y el título de peso superligero de la AMB. 
Inició su carrera profesional en 2013 y desde entonces ha logrado victorias frente a los campeones mundiales Yuriorkis Gamboa, Rolando Romero, Héctor García, Mario Barrios, Leo Santa Cruz, José Pedraza, Jesús Cuéllar e Isaac Cruz.

## Primeros años y carrera amateur
Davis ha estado entrenando en el money team Upton Boxing Center desde que tenía cinco años. Davis es entrenado por Calvin Ford, quien fue la inspiración para el personaje Dennis "Cutty" Wise en la exitosa serie de televisión de HBO, The Wire. Davis tuvo una carrera amateur muy exitosa, ganando muchos campeonatos nacionales. Ganó el Campeonato Nacional de Guantes de Oro 2012, tres Campeonatos Nacionales de Guantes de Plata consecutivos de 2006-2008, dos Medallas Nacionales Olímpicas Juveniles de Oro, dos Campeonatos Atléticos de la Liga Atlética Nacional y dos Campeonatos Mundiales Ringside, entre otros. Davis terminó su ilustre carrera amateur con un impresionante récord de 206-15.
Davis originalmente proviene de la comunidad Sandtown-Winchester en el oeste de Baltimore, que es una de las áreas más castigadas por la criminalidad de la ciudad. Asistió a la Escuela Secundaria Digital Harbor, y la escuela magnet local, pero se retiró para centrarse en su carrera. Más tarde obtuvo su título secundario a través de un programa de GED.

## Carrera de Boxeo Profesional

### Campeonato Mundial Superpluma de la IBF

#### Gervonta Davis vs. José Pedraza
El 15 de noviembre de 2016, ESPN anunció que Davis desafiaría por el título superpluma de la IBF contra el invicto José Pedraza (22–0, 12 KOs) el 14 de enero de 2017, en el Barclays Center de Nueva York, transmitido por Showtime. La pelea se llevaría a cabo como parte del cartel de la unificación del título mundial de peso supermediano entre James DeGale y Badou Jack. La IBF otorgó a Pedraza una exención para pelear contra Davis, ya que tenía una pelea obligatoria contra Liam Walsh en el horizonte. Antes de que se anunciara la pelea, los encargados de emparejar peleas de Mayweather Promotions intentaron llegar a un acuerdo para que Davis peleara contra el titular del título Jason Sosa.
Davis derrotó a Pedraza por KO en el séptimo asalto para ganar el título superpluma de la IBF. Después de la pelea, Davis dijo que había estudiado la carrera temprana de su promotor y mentor, Floyd Mayweather Jr., para mantener la compostura. Dijo: "Tuve mucha experiencia [en las filas amateurs], pero aprendí a mantener la compostura. Floyd me dijo que me mantuviera calmado, y estudié los videos de Floyd Mayweather cuando era 'Pretty Boy.' Mi uppercut fue mi mejor golpe y estuvo aterrizando toda la noche. Se sintió muy bien pelear como lo hice. Pude recibir y devolver golpes." El propio Mayweather Jr. entusiastamente calificó a su protegido como el futuro del boxeo. Para la pelea, Davis ganó $75,000 en comparación con Pedraza, quien ganó la mayor suma de $225,000, en lo que fue su tercera defensa. En el momento del paro, Davis estaba adelante 59–55 en las tres tarjetas de los jueces.

### Primera Defensa del Título Mundial IBF

#### Gervonta Davis vs. Liam Walsh
El 7 de mayo de 2017, se anunció que Davis viajaría a Londres, Inglaterra, para su primera defensa del título. La noticia fue anunciada por Frank Warren, promotor del retador Liam Walsh (21–0, 14 KO), quien también estaba clasificado como el número 1 por la IBF. La pelea estaba programada para el 20 de mayo de 2017 y fue promocionada como "Show me the Money". En el pesaje oficial del 19 de mayo, Davis logró dar el peso en su tercer intento. En su primer intento, aunque estaba desnudo, pesó dos onzas de más. Se le dieron dos horas para intentar perder el peso extra, aunque regresó antes pensando que ya lo había logrado. Finalmente, cumplió con el límite de 130 libras en su tercer intento. Davis detuvo a Walsh en el tercer asalto para retener su título de la IBF. Después de dos asaltos cautelosos, controlados por Davis, salió con golpes poderosos al comienzo del tercero. Las piernas de Walsh parecían ceder y Davis aprovechó con ganchos precisos a la cabeza, derribando finalmente a Walsh. Walsh superó la cuenta con piernas inestables. La pelea se reanudó y Davis volvió al ataque, conectando con cada golpe que lanzaba, lo que obligó al árbitro Michael Alexander a detener la pelea. El tiempo de la detención fue de 2 minutos y 11 segundos del tercer asalto. Muchos en el ringside creyeron que la detención fue prematura, incluyendo a Walsh, quien dijo: "Fue una mala detención. Es muy rápido y muy activo, pero fue demasiado pronto. Ganó de manera justa, pero en Inglaterra a veces detienen la pelea demasiado temprano." Davis creía que eventualmente habría atrapado a Walsh. La pelea se transmitió en vivo por Showtime en los Estados Unidos, promediando 228 000 espectadores y alcanzando un pico de 253,000 espectadores.

#### Gervonta Davis vs. Francisco Fonseca
Según TMZ Sports a principios de julio de 2017, se informó que Davis participaría en el evento coprincipal de Floyd Mayweather Jr. vs. Conor McGregor el 26 de agosto de 2017 en el T-Mobile Arena en Paradise, Nevada. El 29 de julio, la revista The Ring informó que Davis probablemente defendería su título de la IBF contra el ex campeón de la WBO Román Martínez, cuya última pelea fue una derrota por KO ante Vasyl Lomachenko en junio de 2016. El 10 de agosto, Ringtv informó que Davis en su lugar pelearía contra el prospecto invicto Francisco Fonseca (19–0–1, 13 KOs), quien en ese momento estaba clasificado como número 7 por la IBF. Según algunas fuentes, la posible pelea con Martínez se descartó debido a que este no tendría suficiente tiempo para cumplir con el límite de 130 libras. Antes de que se anunciara la pelea, la IBF había ordenado a Fonseca pelear contra Billy Dib (42–4, 24 KOs), clasificado número 3, en una eliminatoria final, ya que eran los dos más altos clasificados disponibles. En el pesaje, Fonseca pesó justo en el límite de 130 libras. Davis llegó una hora tarde y pesó 132 libras, 2 libras por encima del límite de peso. Davis se negó a volver a pesarse después de dos horas, obligando a la IBF a despojarlo del título. El título fue declarado vacante, pero aún estaría en juego si Fonseca ganaba. En lo que se consideraba una pelea fácil para Davis, ganó la pelea por KO en el octavo asalto, con un final controvertido. El golpe final parecía ser un golpe ilegal en la parte posterior de la cabeza de Fonseca y el árbitro Russell Mora lo contó fuera 39 segundos después del asalto. Después de la pelea, Davis se burló de Fonseca. Fonseca parecía estar lastimado antes del golpe de nocaut, lo cual Davis, que fue abucheado por la multitud, explicó a Jim Gray de Showtime en la entrevista posterior a la pelea, "De hecho, lo atrapé con un golpe al cuerpo antes de eso y estaba lastimado. Así que se aprovechó de que lo golpeé en la parte posterior de su cabeza y se cayó." Con la victoria, Davis consiguió su décima victoria consecutiva por KO. Debido a que Davis ganó la pelea, el título de la IBF permaneció vacante. Por la pelea, Davis ganó una bolsa de $600,000 en comparación con los $35,000 que recibió Fonseca.

### Campeón Mundial de peso Superpluma del WBA (super)

#### Gervonta Davis vs. Jesus Cuellar
El 15 de noviembre de 2017, Leonard Ellerbe, CEO de Mayweather Promotions, anunció que Davis regresaría al ring en el primer trimestre de 2018 junto a su compañero de establo Badou Jack. También reveló que Davis se enfrentaría a un oponente de alto nivel. Según Ellerbe, Davis se mantendría en el peso superpluma y probablemente disputaría un título mundial en 2018. El 24 de enero de 2018, Showtime anunció que Davis aparecería en televisión en el combate preliminar de Broner vs. Vargas el 21 de abril en el Barclays Center de Nueva York. Un día después, Ellerbe declaró que un acuerdo estaba cerca de ser alcanzado para que Davis peleara contra el ex campeón mundial y número 3 de la IBF Billy Dib (43–4, 24 KOs, 2 NC) en lo que sería una eliminatoria de la IBF. Una subasta de bolsa, que debía tener lugar el 25 de enero, se pospuso hasta el 6 de febrero. El 21 de febrero, ESPN informó que la pelea no se llevaría a cabo. En cambio, se afirmó que el probable oponente de Davis sería Jesús Cuellar (28–2, 21 KOs). El 5 de marzo, la pelea se confirmó por el título vacante de la WBA (Regular) superpluma. Cuellar subía de peso pluma para la pelea y venía de una derrota y 2 años de inactividad. Antes de la pelea, Alberto Machado, el campeón WBA (Super) en la misma categoría de peso, fue inexplicablemente degradado a 'Regular' campeón, y la pelea Davis-Cuellar se elevó a ser por el título WBA (Super) superpluma de Machado. Frente a una audiencia de 13,964 personas, Davis noqueó a Cuellar en el tercer asalto. Davis derribó a Cuellar por primera vez en el segundo asalto con un gancho de izquierda al cuerpo y luego lo derribó dos veces en el tercer asalto para obtener la detención. El árbitro Benjy Esteves Jr. detuvo la acción a los 2 minutos y 45 segundos del asalto. Davis conectó el 49% de sus golpes de poder en la pelea. Ambos boxeadores ganaron $350,000 cada uno. Después de la pelea, Davis declaró que quería unificar con el ganador de Tevin Farmer vs. Billy Dib, que se disputaría el cinturón de la IBF, el mismo cinturón del que Davis fue despojado. El combate abrió la transmisión de Showtime, promediando 460,000 espectadores y alcanzando un pico de 527,000 espectadores.

### 1.erdefensa mundial WBA (super)

#### Gervonta Davis vs. Hugo Ruiz
En noviembre de 2018, Davis anunció que defendería su título de la WBA en febrero de 2019 contra el ex campeón mundial de tres categorías Abner Mares (31–3–1, 15 KOs) en el sur de California. La pelea fue inicialmente insinuada por Mayweather a través de las redes sociales en agosto de 2018, sin mencionar una fecha o lugar específicos. La pelea vería a Mares subiendo de peso pluma, habiendo perdido su última pelea en junio de 2018 contra Léo Santa Cruz. Cuando se anunció la pelea, hubo mucha conversación sobre que Mares estaba siendo 'lanzado a los lobos' y que no tenía ninguna oportunidad real contra Davis. Mares respondió a las críticas explicando que fue su decisión subir de peso y ponerse a prueba. El 14 de diciembre, se confirmó que la pelea se llevaría a cabo el 9 de febrero de 2019 en la Pechanga Arena en San Diego, en Showtime. Una semana después, el lugar se cambió al Dignity Health Sports Park, en Carson, California, anteriormente conocido como StubHub Center. Mares y Davis finalmente no pelearon en la fecha programada después de que Mares sufrió una lesión potencialmente final de carrera, un desprendimiento de retina, durante el entrenamiento. En su lugar, Davis enfrentó al retador Hugo Ruiz, clasificado número 9 por la WBA en superpluma. Davis noqueó a Ruiz en el primer asalto después de romperle la nariz al retador.

#### Gervonta Davis vs. Ricardo Núñez
El 27 de julio de 2019, Davis hizo la segunda defensa de su título de la WBA (Super) en el peso superpluma cuando venció a Ricardo Núñez por nocaut técnico en el segundo asalto frente a una multitud de 12,000 fanáticos en su ciudad natal de Baltimore, Maryland. Davis se tomó su tiempo para estudiar a su oponente en el primer asalto. En el segundo asalto, después de recibir un par de golpes de Núñez, Davis entró en modo de ataque y conectó múltiples veces a Núñez, lo que llevó al árbitro a intervenir y detener la pelea. Su victoria marcó la primera vez que un nativo de Baltimore regresaba a la ciudad para defender un título mundial desde que el campeón de peso pluma Harry Jeffra derrotó a Spider Armstrong en 1940.

### Campeonato de peso ligero del WBA

#### Gervonta Davis vs. Yuriorkis Gamboa
El 28 de diciembre de 2019, Davis subió a la división de peso ligero por primera vez y capturó el título vacante de la WBA (Regular) en peso ligero al derrotar al ex campeón mundial unificado de peso pluma Yuriorkis Gamboa por nocaut técnico en el duodécimo asalto. Gamboa estaba clasificado en el puesto #2 por la WBA en peso ligero en ese momento. Esta fue la primera vez que Davis peleó más allá del noveno asalto. Había derribado a Gamboa en el segundo y octavo asaltos, y había acumulado una gran ventaja en las tarjetas de los jueces para cuando el árbitro Jack Reiss detuvo la pelea en el asalto final, con puntuaciones de 109-98 dos veces y 109-97, todas a favor del eventual ganador. Su dominio se reflejó en las estadísticas finales de golpes de CompuBox, con Davis conectando 120 de 321 golpes lanzados (37%), mientras que Gamboa conectó 78 de 617 lanzados (13%).

#### Gervonta Davis vs. Leo Santa Cruz
Haciendo su debut en PPV el 31 de octubre de 2020, en Showtime, Davis bajó nuevamente a la división de superpluma y recuperó el título de la WBA (Super) contra el campeón mundial de cuatro divisiones, Léo Santa Cruz, en The Alamodome en San Antonio, Texas. La pelea se llevó a cabo con más de 9,000 asistentes. En el sexto asalto, Davis atrapó a Santa Cruz con un preciso uppercut de izquierda, y el mexicano cayó inmediatamente a la lona. El árbitro detuvo la pelea y Davis retuvo su título de peso ligero, además de ganar el título de superpluma de la WBA (Super) de Santa Cruz. En el momento del nocaut, Davis estaba liderando en las tarjetas de los tres jueces por el mismo margen, 48–47. A lo largo de casi seis asaltos, Davis había sido superado en golpes y lanzamientos por su oponente a pesar de ser el boxeador más preciso: conectó 84 de 227 golpes lanzados (37%), mientras que Santa Cruz conectó 97 de 390 lanzados (25%). Su nocaut a Santa Cruz fue seleccionado como el ganador del premio Knockout of The Year de la revista The Ring en 2020.

### Campeonato de peso Superligero del WBA

#### Gervonta Davis vs. Mario Barrios
En su segunda pelea encabezando un PPV de Showtime, Davis subió por primera vez en su carrera a la división de superligero para enfrentarse al campeón invicto de la WBA (Regular) Mario Barrios el 26 de junio de 2021 en el State Farm Arena en Atlanta, Georgia. Esa noche, Davis se impuso en una pelea competitiva, derribando a su oponente dos veces en el octavo asalto y nuevamente en el undécimo asalto, en ruta a una victoria por nocaut técnico en el undécimo asalto. Davis estaba liderando en las tarjetas de los tres jueces, con puntuaciones de 97–91 y 96–92 dos veces, en el momento del nocaut. Según las estadísticas de golpes de CompuBox, Davis conectó 96 de 296 golpes totales (32%), mientras que Barrios conectó 93 de 394 golpes totales (24%). Hablando en su entrevista posterior a la pelea con Jim Gray, se mostró satisfecho con su primera victoria en la división de superligero: "Definitivamente podría haberlo hecho más fácil, pero subí dos categorías de peso y logré el trabajo.

### Regresó a Peso ligero

#### Gervonta Davis vs. Isaac Cruz
El 6 de octubre de 2021, Davis anunció que enfrentaría a su retador obligatorio, el invicto ex campeón interino de peso ligero de la WBA, Rolando Romero, el 5 de diciembre en el Staples Center en Los Ángeles en Showtime PPV. Sin embargo, Romero fue retirado del combate debido a acusaciones de agresión sexual en su contra y fue reemplazado por Isaac Cruz. En la noche de la pelea, Davis completó por primera vez los 12 asaltos. En una pelea muy cerrada, Davis ganó por decisión unánime, con las tarjetas de los jueces marcando 115–113, 115–113 y 116–112 a su favor. No obstante, Cruz fue solo el segundo peleador en ir la distancia con Davis, después de Germán Meraz. En su entrevista posterior a la pelea, Davis explicó que había peleado a pesar de una lesión: "Me lastimé la mano izquierda probablemente en el sexto asalto. Es lo que es, eso es lo que viene con el deporte. Sentí que más tarde en la pelea, él [Cruz] se estaba desmoronando, pero me lastimé la mano y no pude sacarlo de ahí." Además, Davis mostró respeto hacia su oponente Cruz, diciendo: "Una estrella nació esta noche". Cuando se le preguntó sobre la posibilidad de enfrentar a otros pesos ligeros de primer nivel en la división, específicamente a los campeones invictos George Kambosos Jr. y Devin Haney, así como a Ryan García, Davis no respondió directamente, aunque opinó: "Todos esos tipos son trabajo fácil. Soy el perro principal.

### Título Peso ligero WBA

#### Gervonta Davis vs. Rolando Romero
Cuando Rolando Romero reveló en su página de Instagram en enero de 2022 que no se presentaron cargos en su contra, ya que las acusaciones de abuso sexual no pudieron ser corroboradas,la WBA una vez más ordenó a Davis que defendiera obligatoriamente su título de peso ligero contra Romero, y les dio a ambos hasta el 24 de febrero para llegar a un acuerdo. La pareja acordó enfrentarse el 28 de mayo, en el evento principal de un Showtime PPV, en el Barclays Center en la ciudad de Nueva York. Noqueó a Romero en el sexto asalto.

### Título Mundial WBA (Interino)

#### Gervonta Davis vs. Héctor Luis García
La victoria de Davis contra Romero terminaría siendo su única pelea en 2022, con el campeón interino de peso ligero de la WBA regresando al ring para defender su título el 7 de enero de 2023. Davis se enfrentó al invicto campeón superpluma de la WBA, Héctor García, en Showtime PPV en el Capital One Arena en Washington D. C., en su primera pelea desde que se separó de su promotor de toda la vida, Floyd Mayweather Jr. La pelea fue un enfrentamiento reñido, hasta que Davis conectó un certero golpe de izquierda recto temprano en el octavo asalto. Poco después, estalló una pelea en la multitud junto al ring con 2 minutos y 8 segundos restantes en el octavo asalto, lo que provocó que la pelea se detuviera temporalmente. Cuando se reanudó la acción, Davis volvió a encontrar éxito con su mano izquierda, lastimando visiblemente a García. Este último estaba desorientado después de retirarse a su taburete en su esquina, quejándose de su vista. La pelea fue detenida, con Davis ganando por retiro en el octavo asalto.

### Peso pactado (137 lbs.)

#### Gervonta Davis vs. Ryan García
El 24 de febrero de 2023, se anunció que Davis se enfrentaría a Ryan García en una pelea de peso pactado el 22 de abril en Las Vegas, Nevada. El tan esperado combate sería un evento conjunto de PPV entre Showtime y DAZN. Davis derrotó a García por nocaut en el séptimo asalto después de que un golpe al cuerpo resultara en que García no pudiera vencer la cuenta. Davis había derribado anteriormente a García con un fuerte golpe de izquierda en el segundo asalto después de que García hubiera comenzado el asalto de manera agresiva. Davis tenía una clara ventaja en las tarjetas de los tres jueces con puntajes de 59–55 (dos veces) y 58–56 antes del stoppage.

### Campeonato Mundial de Peso ligero de la WBA
El 29 de noviembre de 2023, el campeón de peso ligero de la WBA (Super), Devin Haney, renunció a su título para subir a la división de peso superligero y enfrentarse al campeón del CMB, Regis Prograis. Con Haney renunciando a su estatus como campeón de peso ligero de la WBA (Super), Davis fue elevado a campeón primario de peso ligero de la WBA.

#### Gervonta Davis vs. Frank Martín
Davis defendió su título mundial de peso ligero de la WBA contra Frank Martin el 15 de junio de 2024 en el  MGM Grand Garden Arena en Las Vegas. derrotando a Frank Martin  por nocaut en el octavo asalto.

## Vida personal
El 19 de septiembre de 2017, se emitió una orden de arresto contra Davis, quien fue acusado de un asalto agravado en primer grado. De acuerdo con los registros judiciales de Maryland, el presunto incidente tuvo lugar el 1 de agosto de 2017, pero no indicó quién estuvo involucrado ni qué sucedió. Se fijó una fianza de $100,000 para su puesta en libertad. Davis debía comparecer ante el tribunal el 19 de octubre. Los cargos fueron posteriormente cambiados a un delito menor de agresión en segundo grado, que conlleva una sentencia máxima de 10 años o una multa de $2,500 o ambas. En el tribunal, Anthony Wheeler, un amigo de la infancia, declaró de que Davis lo había golpeado en un lado de la cabeza con un "puño enguantado" y que le habían diagnosticado una conmoción cerebral en el hospital. El incidente tuvo lugar en el Upton Boxing Center en West Baltimore. Se dijo que Davis sería sometido a juicio el 29 de noviembre de 2017. Ese día, Wheeler retiró los cargos. El periódico Baltimore Sun declaró que Davis y Wheeler se abrazaron y salieron juntos de la sala del tribunal.
El 24 de diciembre de 2023, Davis se convirtió al Islam y adoptó el nombre musulmán Abdul Wahid.

## Récord profesional
| Récord profesional | Récord profesional | Récord profesional |
| 30 peleas          | 30 victorias       | 0 derrotas         |
| ------------------ | ------------------ | ------------------ |
| Nocaut             | 28                 | 0                  |
| Decisión           | 2                  | 0                  |

| Res.     | Récord | Oponente             | Tipo | Ronda, Tiempo | Fecha       | Localización                                            | Notas                                                                 |
| -------- | ------ | -------------------- | ---- | ------------- | ----------- | ------------------------------------------------------- | --------------------------------------------------------------------- |
| Empate   | 30-0-1 | Lamont Roach jr      | DM   | 12            | 2025- 03-01 | Barclays Center de Brooklyn, Nueva York.                | Defendió el título de peso ligero de la WBA.                          |
| Victoria | 30-0   | Frank Martin         | KO   | 8 (12), 1:29  | 2024-06-15  | MGM Grand Garden Arena, Nevada                          | Defendió el título de peso ligero de la WBA.                          |
| Victoria | 29-0   | Ryan Garcia          | TKO  | 7 (12), 1:17  | 2023-04-22  | T-Mobile Arena, Las Vegas, Nevada                       | Pelea en peso pactado (136 lbs).                                      |
| Victoria | 28-0   | Hector Garcia        | TKO  | 9 (12), 0:13  | 2023-01-07  | Capital One Arena, Washington                           | Defendió el título de peso ligero de la WBA (Regular).                |
| Victoria | 27-0   | Rolando Romero       | KO   | 6 (12)        | 2022-5-28   | Barclays Center, New York, New York                     | Defendió el título de peso ligero de la WBA (Regular).                |
| Victoria | 26-0   | Isaac Cruz           | UD   | 12            | 2021-12-05  | Staples Center, Los Ángeles,California                  | Defendió el título de peso ligero de la WBA (Regular).                |
| Victoria | 25-0   | Mario Barrios        | TKO  | 11 (12), 2:13 | 2021-06-26  | State Farm Arena, Atlanta, Georgia                      | Ganó el título mundial WBA (Regular) peso superligero.                |
| Victoria | 24-0   | Leo Santa Cruz       | KO   | 6 (12), 2:40  | 2020-10-31  | Alamodome, San Antonio, Texas                           | Ganó el título mundial WBA (Super) peso superpluma.                   |
| Victoria | 23-0   | Yuriorkis Gamboa     | TKO  | 12 (12), 1:17 | 2019-12-28  | State Farm Arena, Atlanta                               | Ganó el título mundial vacante WBA (Regular) peso ligero.             |
| Victoria | 22-0   | Ricardo Núñez        | TKO  | 2 (12), 1:33  | 2019-07-27  | Royal Farms Arena, Baltimore                            | Retiene el título mundial WBA (Super) peso superpluma.                |
| Victoria | 21-0   | Hugo Ruíz            | KO   | 1 (12), 2:59  | 2019-02-09  | StubHub Center, Carson, California                      | Retiene el título mundial WBA (Super) peso superpluma.                |
| Victoria | 20–0   | Jesús Cuellar        | TKO  | 3 (12), 2:45  | 2018-04-21  | Barclays Center, Nueva York, Nueva York                 | Gana el título mundial vacante WBA (Super) peso superpluma.           |
| Victoria | 19–0   | Francisco Fonseca    | KO   | 8 (12), 0:39  | 2017-08-26  | T-Mobile Arena, Paradise, Nevada                        |                                                                       |
| Victoria | 18–0   | Liam Walsh           | TKO  | 3 (12), 2:11  | 2017-05-20  | Copper Box Arena, Londres                               | Retuvo el título mundial IBF junior ligero.                           |
| Victoria | 17–0   | José Pedraza         | TKO  | 7 (12), 2:36  | 2017-01-14  | Barclays Center, Nueva York, Nueva York                 | Ganó el título mundial de la FIB del peso junior ligero (superpluma). |
| Victoria | 16–0   | Mario Antonio Macias | KO   | 1 (8), 0:41   | 2016-06-03  | Seminole Hard Rock Hotel and Casino, Hollywood, Florida |                                                                       |
| Victoria | 15–0   | Guillermo Ávila      | TKO  | 6 (10), 0:29  | 2016-04-01  | D.C. Armory, Washington D. C.                           |                                                                       |
| Victoria | 14–0   | Luis Sánchez         | KO   | 9 (10), 2:05  | 2015-12-18  | Pearl Concert Theater, Paradise, Nevada                 |                                                                       |
| Victoria | 13–0   | Cristóbal Cruz       | TKO  | 3 (8), 1:31   | 2015-10-30  | The Venue at UCF, Orlando, Florida                      |                                                                       |
| Victoria | 12–0   | Recky Dulay          | TKO  | 1 (6), 1:34   | 2015-09-12  | MGM Grand Garden Arena, Paradise, Nevada                |                                                                       |
| Victoria | 11–0   | Alberto Mora         | TKO  | 1 (8), 1:14   | 2015-05-22  | The Claridge Hotel, Atlantic City, New Jersey           |                                                                       |
| Victoria | 10–0   | Israel Suárez        | KO   | 1 (6), 0:47   | 2015-02-20  | Consol Energy Center, Pittsburgh, Pensilvania           |                                                                       |
| Victoria | 9–0    | Germán Meraz         | UD   | 6             | 2014-10-08  | Beau Rivage, Biloxi, Misisipi                           |                                                                       |
| Victoria | 8–0    | Hector Lopez         | KO   | 1 (4), 1:16   | 2014-08-01  | Little Creek Casino Resort, Shelton, Washington         |                                                                       |
| Victoria | 7–0    | Joshua Arocho        | RTD  | 2 (4), 3:00   | 2014-05-16  | Foxwoods Resort Casino, Ledyard, Connecticut            |                                                                       |
| Victoria | 6–0    | James Franks         | TKO  | 2 (6), 2:29   | 2013-12-14  | Convention Center, Washington D. C.                     |                                                                       |
| Victoria | 5–0    | Eric Jamar Goodall   | TKO  | 4 (4), 1:55   | 2013-10-17  | ArtsQuest Center at SteelStacks, Bethlehem, Pensilvania |                                                                       |
| Victoria | 4–0    | Rafael Casias        | TKO  | 2 (6), 2:26   | 2013-07-20  | Physical Education Complex, Baltimore, Maryland         |                                                                       |
| Victoria | 3–0    | Jonathan Gears       | KO   | 1 (4), 1:36   | 2013-06-08  | Echostage, Washington D. C.                             |                                                                       |
| Victoria | 2–0    | Jacob Ninow          | TKO  | 2 (4), 2:04   | 2013-04-20  | The Show Place Arena, Upper Marlboro, Maryland          |                                                                       |
| Victoria | 1–0    | Desi Williams        | KO   | 1 (4), 1:29   | 2013-02-22  | D.C. Armory, Washington D. C.                           | Debut profesional de Davis.                                           |

## Títulos
- Campeón Mundial de peso superpluma IBF
- Campeón Mundial de peso superpluma WBA (2)
- Campeón Mundial de peso ligero WBA
- Campeón Mundial de peso superligero WBA